# Battle Beast
Battle Beast est un groupe de power metal finlandais formé en 2005 à Helsinki. Ils sont connus pour avoir remporté la finale du Wacken Open Air Metal Battle 2010, ce qui a notamment permis au groupe de signer un contrat chez Nuclear Blast et de sortir leur premier album, "Steel". 
Après la sortie de leur troisième album, Unholy Savior, le groupe se sépare de son guitariste et membre fondateur Anton Kabanen pour désaccords musicaux. Un nouveau guitariste Joona Björkroth rejoint le groupe, ce qui leur permet de publier trois autres albums, Bringer of Pain en 2017, No More Hollywood Endings en 2019 et enfin Circus of Doom en 2022.

## Biographie

### Formation et débuts (2005–2012)
Formé en 2008, le groupe sort quatre démos de manière indépendante. Ils vont connaître un grand regain de popularité grâce à leur victoire lors de la finale 2010 du Wacken Open Air Metal Battle. Leur premier album, intitulé Steel, est d'abord publié en 2011 au label finlandais Hype Records, puis ressort à l'international le 27 janvier 2012 chez le label Nuclear Blast. Cela permet à Battle Beast d'assurer la première partie de la tournée Imaginearum World Tour de Nightwish en 2012, puis celle de Sonata Arctica la même année. 
Le 19 août 2012, la chanteuse Nitte Vänskä (Nitte Valo de son nom de jeune fille) annonce dans un e-mail envoyé aux autres membres qu'elle quitte le groupe pour se consacrer à sa famille. Elle est alors remplacée par Noora Louhimo et un extrait de la chanson Iron Hand interprété par la nouvelle chanteuse est mis en ligne sur YouTube.

### Battle BeastetUnholy Savior(2013–2016)

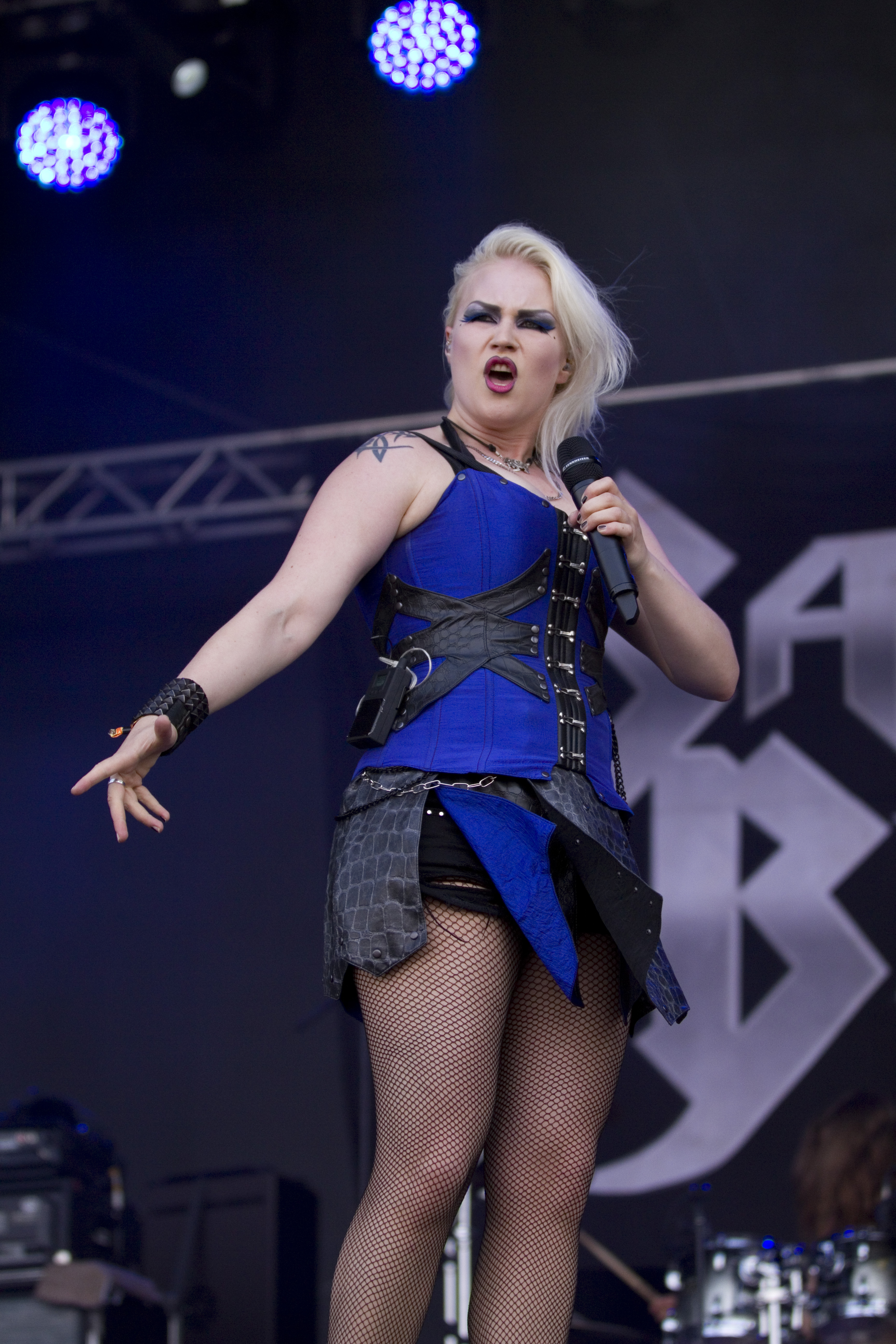
Noora Louhimo (chant), au Rockharz Open Air 2014 à Ballenstedt.

Le deuxième album, intitulé Battle Beast, est publié le 17 mai 2013. Il s'agit de leur premier opus avec la chanteuse Noora Louhimo. La chanson Into the Heart of Danger est publié en single digital et un clip pour le titre Black Ninja est mis en ligne sur YouTube le 21 mai. 
Le groupe annonce le 30 janvier 2014 que l'album Battle Beast est nommé aux Emma Gaala Awards dans la catégorie de « meilleur album metal ». Le 23 octobre, ils annoncent la sortie d'un nouvel album, avec son titre et la liste des chansons, pour le 9 janvier 2015.  Le 9 janvier 2015 le groupe sort son troisième album Unholy Savior. Il arrive en première position des charts en Finlande au bout de 19 jours. Le 26 février, le groupe annonce le départ de leur guitariste et membre fondateur Anton Kabanen à la suite de désaccords musicaux alors que le groupe est en pleine tournée. Ce dernier se fait remplacer par deux guitaristes en tant que membres live : Ossi Maristo et Joona Björkroth, ce dernier étant le frère du claviériste Janne. 
Le 14 décembre 2015, le groupe annonce partir en tournée avec Powerwolf dans le cadre du Blessed and Possessed Tour 2016, démarrant le 5 février 2016 et passant notamment par des villes comme Ingolstadt, Zagreb, Clermont-Ferrand et se terminant le 9 avril. Le 7 juin 2016, le groupe annonce la sortie de leur quatrième album en cours d'enregistrement.

### Bringer of PainetNo More Hollywood Endings(depuis 2016)
Le 24 novembre 2016, le groupe dévoile plus de détails concernant leur quatrième album. Celui-ci s'intitule Bringer of Pain et sa sortie est prévue pour le 17 février 2017. Un clip vidéo est tourné pour le single King for a Day, dont un casting est lancé le 24 octobre 2016 par le groupe. Il s'agit du premier album studio pour lequel Joona Björkroth participe à la guitare. Ce dernier devient par ailleurs membre permanent du groupe. Le 15 décembre 2016, après avoir annoncé une tournée européenne intitulée Bringer of Pain Over Europe 2017 et démarrant le 2 mars 2017 à Mannheim, ils dévoilent le clip de la chanson King for a Day sur YouTube.   
Le 13 janvier 2017, ils dévoilent un nouvel extrait de l'album sur YouTube et qui s'intitule Familiar Hell. Le 17 février, l'album est publié. À la suite de cela, le groupe part en tournée pour la première fois en tête d'affiche dans le cadre du Bringer of Pain Over Europe 2017, en compagnie de Gyze et de Majesty. La tournée démarre le 2 mars 2017 à Mannheim et passe par des villes comme Leipzig, Barcelone, Nantes ou bien Londres.     
Ils repartent en tournée au cours de l'été 2018 à partir du 3 juin 2018 avec une première étape à Pilsen. Ils jouent notamment au festival Tons of Rock à Halden le 20 juin, ainsi qu'au Sabaton Open Air le 18 août à Falun. Le 20 décembre 2018, le groupe annonce la sortie de son cinquième album No More Hollywood Endings pour le 22 mars 2019, toujours sous le label Nuclear Blast.      

## Membres

### Membres actuels
- Pyry Vikki – batterie (depuis 2005)
- Juuso Soinio – guitare (depuis 2005)
- Janne Björkroth – claviers (depuis 2008)
- Eero Sipilä – basse, chant (depuis 2008)
- Noora Louhimo - chant (depuis 2012)
- Joona Björkroth - guitare (depuis 2016)

### Anciens membres
- Anton Kabanen - guitare, chant (2005–2015)
- Nitte Vänskä - chant (2008–2012)
- Aki Virta - basse
- Toni Kauko - basse
- Heikki Kaskela - claviers
- Anti Hänninen - claviers

### Membres live
- Joona Björkroth - guitare (2015–2016)
- Ossi Maristo - guitare (depuis 2015)

## Discographie

### Singles digitaux
2011 : Show Me How to Die
- 2013 : Into the Heart of the Danger
- 2013 : Black Ninja
- 2014 : Madness
- 2016 : King For a Day
- 2017 : Familiar Hell
- 2019 : No More Hollywood Endings
- 2019 : Eden
- 2021 : Master of Illusion
- 2021 : Eye of the Storm
- 2022 : Where Angels Fear to Fly

### Démos
- 2006 : Démo
- 2008 : Démo II
- 2009 : Démo III
- 2010 : Démo IV